# Mistrzostwa Świata w Lekkoatletyce 2009 – bieg na 5000 m kobiet
Bieg na 5000 metrów kobiet – jedna z konkurencji biegowych rozegranych podczas lekkoatletycznych mistrzostw świata na Stadionie Olimpijskim w Berlinie.
Tytułu mistrzowskiego nie obroniła Etiopka Meseret Defar.

## Terminarz
| Data        | Godzina |            |
| ----------- | ------- | ---------- |
| 19 sierpnia | 10:45   | Eliminacje |
| 22 sierpnia | 19:35   | Finał      |

## Rekordy
Tabela prezentuje rekord świata, rekordy poszczególnych kontynentów, mistrzostw świata, a także najlepszy rezultat na świecie w sezonie 2009 przed rozpoczęciem mistrzostw.
|                            | Zawodniczka        | Wynik    | Miejsce       | Data                      |
| -------------------------- | ------------------ | -------- | ------------- | ------------------------- |
| Rekord świata              | Tirunesh Dibaba    | 14:11,15 | Oslo          | 6 czerwca 2008(dts)       |
| Listy światowe             | Tirunesh Dibaba    | 14:33,65 | Londyn        | 25 lipca 2009(dts)        |
| Rekord mistrzostw świata   | Tirunesh Dibaba    | 14:38,59 | Helsinki      | 13 sierpnia 2005(dts)     |
| Rekord Afryki              | Tirunesh Dibaba    | 14:11,15 | Oslo          | 6 czerwca 2008(dts)       |
| Rekord Azji                | Jiang Bo           | 14:28,09 | Szanghaj      | 23 października 1997(dts) |
| Rekord Ameryki Północnej   | Shalane Flanagan   | 14:44,80 | Walnut        | 13 kwietnia 2007(dts)     |
| Rekord Ameryki Południowej | Carmem de Oliveira | 15:22,01 | Hechtel-Eksel | 31 lipca 1993(dts)        |
| Rekord Europy              | Lilija Szobuchowa  | 14:23,75 | Kazań         | 19 lipca 2008(dts)        |
| Rekord Australii i Oceanii | Kimberley Smith    | 14:45,93 | Rzym          | 11 lipca 2008(dts)        |

## Wyniki

### Eliminacje
Awans: Pierwszych pięć z każdego biegu (Q) i pięć z najlepszymi czasami wśród przegranych (q).
Źródło:
| Pozycja | Bieg | Zawodniczka                | Państwo           | Czas     | Uwagi |
| ------- | ---- | -------------------------- | ----------------- | -------- | ----- |
| 1.      | 2    | Meseret Defar              | Etiopia           | 15:16,46 | Q     |
| 2.      | 2    | Vivian Cheruiyot           | Kenia             | 15:16,59 | Q     |
| 3.      | 1    | Sentayehu Ejigu            | Etiopia           | 15:17,64 | Q     |
| 4.      | 1    | Sylvia Jebiwott Kibet      | Kenia             | 15:17,77 | Q     |
| 5.      | 1    | Meselech Melkamu           | Etiopia           | 15:18,39 | Q     |
| 6.      | 2    | Iness Chepkesis Chenonge   | Kenia             | 15:18,40 | Q     |
| 7.      | 2    | Genzebe Dibaba             | Etiopia           | 15:19,66 | Q     |
| 8.      | 2    | Alemitu Bekele             | Turcja            | 15:19,88 | Q,    |
| 9.      | 1    | Krisztina Papp             | Węgry             | 15:19,90 | Q,    |
| 10.     | 1    | Sara Moreira               | Portugalia        | 15:19,93 | Q     |
| 11.     | 2    | Jennifer Rhines            | Stany Zjednoczone | 15:20,20 | q     |
| 12.     | 2    | Silvia Weissteiner         | Włochy            | 15:20,88 | q     |
| 13.     | 1    | Yurika Nakamura            | Japonia           | 15:21,01 | q,    |
| 14.     | 2    | Yuriko Kobayashi           | Japonia           | 15:23,96 | q,    |
| 15.     | 2    | Zakia Mrisho Mohamed       | Tanzania          | 15:25,09 | q,    |
| 16.     | 1    | Julie Culley               | Stany Zjednoczone | 15:32,33 |       |
| 17.     | 1    | Natalja Popkowa            | Rosja             | 15:32,62 |       |
| 18.     | 2    | Jelizawieta Greczisznikowa | Rosja             | 15:53,41 |       |
| 19.     | 2    | Judith Plá                 | Hiszpania         | 15:54,32 |       |
| 20.     | 1    | Inés Melchor               | Peru              | 16:00,83 |       |
| 21.     | 2    | Pauline Niyongere          | Burundi           | 16:33,77 | PB    |
| 22.     | 1    | Marriam Thole              | Malawi            | 17:12,21 |       |
| –       | 1    | Elvan Abeylegesse          | Turcja            | DNS      | DNS   |

### Finał
Źródło:
| Pozycja | Zawodniczka              | Państwo           | Czas     | Uwagi |
| ------- | ------------------------ | ----------------- | -------- | ----- |
| 01 !    | Vivian Cheruiyot         | Kenia             | 14:57,97 |       |
| 02 !    | Sylvia Jebiwott Kibet    | Kenia             | 14:58,33 |       |
| 03 !    | Meseret Defar            | Etiopia           | 14:58,41 |       |
| 4.      | Sentayehu Ejigu          | Etiopia           | 15:03,38 |       |
| 5.      | Meselech Melkamu         | Etiopia           | 15:03,72 |       |
| 6.      | Iness Chepkesis Chenonge | Kenia             | 15:06,06 |       |
| 7.      | Silvia Weissteiner       | Włochy            | 15:09,74 | SB    |
| 8.      | Genzebe Dibaba           | Etiopia           | 15:11,12 |       |
| 9.      | Jennifer Rhines          | Stany Zjednoczone | 15:11,63 |       |
| 10.     | Sara Moreira             | Portugalia        | 15:12,22 |       |
| 11.     | Yuriko Kobayashi         | Japonia           | 15:12,44 | SB    |
| 12.     | Yurika Nakamura          | Japonia           | 15:13,01 | PB    |
| 13.     | Alemitu Bekele           | Turcja            | 15:18,18 | SB    |
| 14.     | Krisztina Papp           | Węgry             | 15:20,36 |       |
| 15.     | Zakia Mrisho Mohamed     | Tanzania          | 15:31,73 |       |